# Elisa Trocmé
Elisa Andréa Trocmé (* 21. August 1955 in Pennsylvania) ist eine französische Improvisationsmusikerin (Bassklarinette, Klarinette), die sich auch als Veranstalterin und Autorin betätigt.

## Leben und Wirken
Trocmé studierte Geschichte und Kunstgeschichte an der École des Hautes Études en Sciences Sociales (EHESS) in Paris; daneben hatte sie Unterricht (u. a. auf Workshops) bei Steve Lacy, Bernard Vitet, Tamia, Michel Fano, George Benjamin, Robert Aitken, Georges Aperghis, Toru Takemitsu und Barre Phillips. Ab den 1970er-Jahren betätigte sie sich zudem als Instrumentenbauerin (mit Bernard Vitet), arbeitete in verschiedenen künstlerischen und musikpädagogischen Programmen in Paris (u. a. im Centre Georges Pompidou, Musée d’art moderne und im Grand Palais) und New York City. Als Musikerin kooperierte sie mit mehreren Film-, Tanz- und Kunstprojekten, u. a. mit Patricia Bardon (1984),  Julie West (1985) und Pierre Sauvage (The Weapons of the Spirits, 1987). Sie schrieb außerdem Beiträge für das Clarinette Magazine, L'Évenement du jeudi, Melody Maker und L’Humanité. In späteren Jahren spielte sie mit dem Amor Fati Trio (Frédéric Cavallin, Guillaume Petit, Laurent Avizou). Trocmé lebt bei Toulouse und organisiert im Toulouser Veranstaltungsort Porte de la Fontaine die Reihe Le Cycle des Sons et des Mots.